# Eriocaulon pygmaeum
Eriocaulon pygmaeum är en gräsväxtart som beskrevs av Daniel Carl Solander och James Edward Smith. Eriocaulon pygmaeum ingår i släktet Eriocaulon och familjen Eriocaulaceae. Inga underarter finns listade i Catalogue of Life.